# Matase
Matase falu Horvátországban Šibenik-Knin megyében. Közigazgatásilag Prominához tartozik.

## Fekvése
Knintől légvonalban 6, közúton 12 km-re délnyugatra, községközpontjától 9 km-re északkeletre, Dalmácia északi-középső részén, a Krka-folyó szurdokvölgye felett fekszik.

## Története
Neve az 1709-es összeírásban említett Matas család nevéből, az pedig a Mate személynévből származik. A török 1522-ben szállta meg ezt a területet, melynek korábbi lakossága nagyrészt nyugatra menekült. A község területe a moreai háború során 1688-ban szabadult fel a török uralom alól. Miután a francia seregek felszámolták a Velencei Köztársaságot osztrák csapatok szállták meg. 1809-ben az Első Francia Császárság Illír Tartományának része lett. 1815-ben a bécsi kongresszus újra Ausztriának adta, amely a Dalmát Királyság részeként Zárából igazgatta 1918-ig. A falunak 1857-ben 211, 1910-ben 270 lakosa volt. Az első világháború után előbb a Szerb-Horvát-Szlovén Királyság, majd Jugoszlávia része lett. Az 1970-es években nagy számú lakosság vándorolt ki a jobb megélhetés reményében. 1991-ben lakosságának 96 százaléka horvát volt. A délszláv háború idején 1991-ben szerb felkelők és a JNA csapatai szállták meg és a Krajinai Szerb Köztársasághoz csatolták. Katolikus templomát lerombolták. A horvát hadsereg 1995 augusztusában a Vihar hadművelet során foglalta vissza a települést. A falunak 2011-ben 50 lakosa volt.

## Lakosság
| Lakosság változása | Lakosság változása | Lakosság változása | Lakosság változása | Lakosság változása | Lakosság változása | Lakosság változása | Lakosság változása | Lakosság változása | Lakosság változása | Lakosság változása | Lakosság változása | Lakosság változása | Lakosság változása | Lakosság változása | Lakosság változása |
| ------------------ | ------------------ | ------------------ | ------------------ | ------------------ | ------------------ | ------------------ | ------------------ | ------------------ | ------------------ | ------------------ | ------------------ | ------------------ | ------------------ | ------------------ | ------------------ |
| 1857               | 1869               | 1880               | 1890               | 1900               | 1910               | 1921               | 1931               | 1948               | 1953               | 1961               | 1971               | 1981               | 1991               | 2001               | 2011               |
| 211                | 675                | 268                | 260                | 253                | 270                | 926                | 799                | 303                | 319                | 331                | 294                | 236                | 172                | 77                 | 50                 |

## Nevezetességei
A matasei Szentlélek templom 1975-ben épült D. Perinić tervei szerint. A délszláv háború idején a szerbek lerombolták, 2003-ban építették újjá.